# Fondazione Teatro Comunale e Auditorium Bolzano
La Fondazione Teatro Comunale e Auditorium (in tedesco Stiftung Stadttheater und Konzerthaus Bozen) è una fondazione di diritto privato con sede legale e amministrativa presso il Teatro Comunale di Bolzano.
Nasce su iniziativa del Comune di Bolzano e della Provincia Autonoma di Bolzano (enti fondatori) il 26 luglio 1999.
È l'ente concessionario del Teatro Comunale di Bolzano e dell'Auditorium di Bolzano.

## Finalità e obiettivi statutari
Dal 2016 (nuovo statuto) a oggi
- Gestione delle strutture: la Fondazione si occupa della manutenzione, della custodia e dei servizi al pubblico per il Teatro Comunale di Bolzano e per l’Auditorium di Bolzano. Gestisce inoltre la concessione a terzi degli spazi teatrali e delle sale che si trovano all’interno delle due strutture.
- Servizi tecnici: la Fondazione si occupa della gestione tecnica del Teatro Comunale di Bolzano e dell’Auditorium di Bolzano e dell’erogazione di servizi tecnici. Tra questi rientrano i servizi di allestimento.
- Servizi amministrativi e commerciali: la Fondazione eroga servizi amministrativi e commerciali ai soggetti che fruiscono del Teatro Comunale di Bolzano e dell’Auditorium di Bolzano, nonché a soggetti che ne fanno richiesta. Tra i servizi commerciali rientra il servizio biglietteria per organizzatori di eventi e per strutture.

Dalla costituzione al 31 dicembre 2014
- La gestione tecnico-amministrativa e culturale delle strutture del Teatro Comunale di Bolzano e dell'Auditorium di Bolzano.
- La concessione in uso a terzi delle strutture per lo svolgimento di rappresentazioni teatrali, musicali e l'organizzazione di convegni e congressi.
- La promozione di iniziative culturali e della programmazione artistica del Teatro Comunale di Bolzano nell'ambito del teatro musicale (opera lirica, operette, musical) e della danza (dal 2001 al 2014)
- La formazione e sensibilizzazione del pubblico e dei giovani verso il teatro musicale.

## Iniziative culturali e promozione artistica
Dal 2001 al 31 dicembre 2014 la Fondazione Teatro Comunale e Auditorium ha realizzato annualmente una Stagione di opera e danza e il festival internazionale di danza Bolzano Danza.

## Produzioni
- 2014 Die Zauberflöte di Wolfgang Amadeus Mozart (opera)
- 2013 Hänsel und Gretel di Engelbert Humperdinck (opera)
- 2012 Salomè di Richard Strauss (opera)
- 2011 Fidelio di Ludwig van Beethoven  (opera)
- 2010 Alex Brücke Langer di Giovanni Verrando (opera)
- 2010 Elektra di Richard Strauss (opera)
- 2009 Julie di Philippe Boesmans (opera)
- 2008 Mozartoons (opera)
- 2007 Passione secondo Matteo di Johann Sebastian Bach (danza)
- 2007 Il Filo di Arianna (danza)
- 2006 Illuminata (danza)
- 2005 Steel (danza)
- 2004 Rockquiem, basato sul Requiem, KV 626 di Wolfgang Amadeus Mozart
- 2003 Il matrimonio segreto di Domenico Cimarosa (opera)
- 2003 Alex Brücke Langer di Giovanni Verrando (opera)
- 2002 Dolomytica (danza)
- 2002 Il Flauto Magico di Wolfgang Amadeus Mozart (opera)
- 2001 Frozen Fritz (musical)

## Date da ricordare
- 2001 inaugurazione della prima stagione lirica con Simon Boccanegra di Giuseppe Verdi, diretto da Claudio Abbado (in coproduzione con il Teatro Comunale di Ferrara);
- 2002 il Comune e la Provincia di Bolzano assegnano alla Fondazione l'organizzazione diretta e autonoma del Festival Internazionale Bolzano Danza;
- 2002 Il Ministero dei beni e delle attività culturali e del turismo assegna il primo contributo alla Fondazione per l'attività lirica (lirica ordinaria) e l'attività Festival danza;
- 28 febbraio 2007 il Ministero dei beni e delle attività culturali e del turismo riconosce con decreto il titolo di Teatro di Tradizione alla Fondazione Teatro Comunale e Auditorium;
- 2008 la Fondazione aderisce all'Associazione Teatri Italiani di Tradizione (ATIT);
- 2015 passaggio dell'attività artistica e del titolo di Teatro di Tradizione alla Fondazione Haydn di Bolzano e Trento.